# 미셸 모네

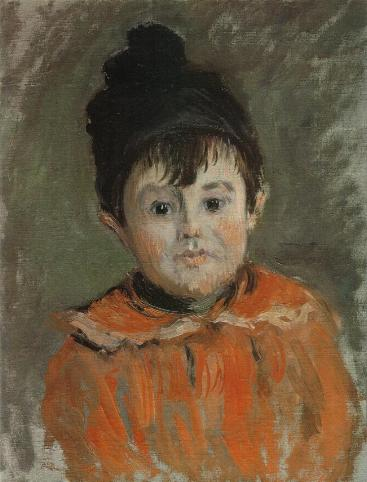
클로드 모네가 그린 미셸 모네의 초상화 (1880년 제작)

미셸 모네(프랑스어: Michel Monet, 1878년 3월 17일 ~ 1966년 2월 3일)는 프랑스의 화가인 클로드 모네의 둘째 아들이다.
프랑스 파리에서 클로드 모네와 카미유 모네 부부의 아들로 태어났으며 1878년 8월에 가족들과 함께 베퇴유로 이주했다. 그러나 1877년에 파리의 백화점 거물이었떤 에르네스트 오슈데가 파산하고 1879년 9월 5일에 카미유 모네가 자궁암으로 사망하는 불운을 겪었다. 제1차 세계 대전 시기에는 자신의 이복형인 장피에르 오슈데와 함께 프랑스 육군에서 복무했다. 1927년에는 가브리엘 보나방튀르와 결혼했으나 자녀는 없었다. 1964년 2월 2일에 아내와 사별했고 1966년 2월 3일에 베르농 근처에서 교통 사고로 사망했다.